# Fountain Hill, Arkansas
Fountain Hill là một thị trấn thuộc quận Ashley, tiểu bang Arkansas, Hoa Kỳ. Năm 2010, dân số của thị trấn này là 175 người.

## Dân số
- Dân số năm 2000: 159 người.
- Dân số năm 2010: 175 người.